# 紅花穗蓴
紅花穗蓴（學名：Cabomba furcata）俗稱紅菊、紅菊花草，為蓴菜科穗莼属的一種。其种加词“furcata”意为“叉状的”。

## 形态
本種為多年生沉水植物，地下蔓延之根莖十分發達。高度由30至80厘米不等，最寬可達8厘米，而浮水葉為弓形。該種最大特徵，就是花朵呈現粉紅色。

## 种植
本種比較難以種植，因為需要比大部份水族箱所能提供都要多的陽光，而且必須於軟水的環境中和有額外的二氧化碳供應下才能更好的生長。可以透過側梢扦插繁殖，生長十分迅速，在礫質土壤上會有更好的繁殖。應該要一群地種植，但同時要注意相間的距離以保證有充足的陽光供應。
在台灣，該植物為戰後從南美引進之觀賞植物，近年歸化於台中新社一帶的溝渠。因為該葉呈浮水狀態，因此亦可歸類於浮葉植物。